# Rondallaire
Un rondallaire, contador o contaire és un narrador oral de contes i rondalles. Un contista és un autor o escriptor de contes o de rondalles.

## L'aportació personal dels contaires

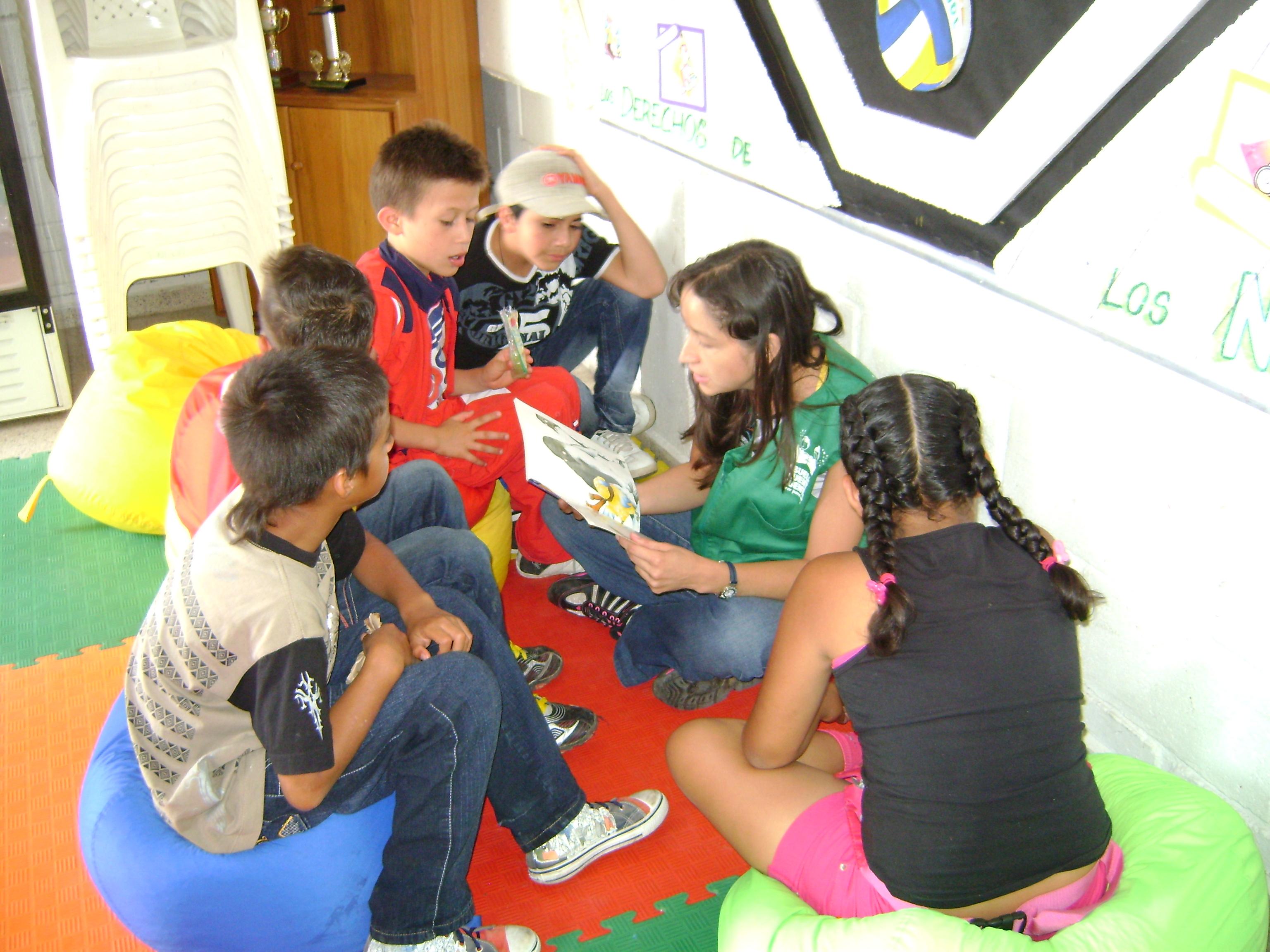
Lectura d'un conte

Contar és l'art de presentar rondalles i contes, amb paraules, la veu i el gest viu, contes i altres gèneres imaginaris que el contaire inventa o reinventa.
No s'ha de confondre amb l'art de la conversa i les anècdotes, un altre art oral amb el qual s'entrellaça, ni amb l'art d'explicar històries reals que és l'antecedent de la crònica i de la història oral, ni tampoc amb el conte teatralitzat.
Elements vitals en aquest art inclouen una trama i uns personatges, entre més elements, així com el punt de vista, la manera de veure el món del narrador (el primer dels quals és el contaire de la tribu o contador comunitari). Les històries serveixen per a compartir un missatge, donar una explicació màgica, divertir, criticar, aportar possibles solucions a conflictes… El contaire recapta el seu material de fonts de tradició oral o de la literatura i el presenta per a entretenir el públic.
El contaire no és totalment exterior a la història ni hi està del tot implicat. El narrador no és gens presoner d'un personatge, és presoner de la història que narra. Disposa de tècniques de narració i experimenta el plaer de coexistir amb aquests éssers imaginaris. Al mateix temps, el narrador fa compartir a l'assistència els relats del seu passat, dels quals es presenta com el primer hereu. És un hereu i individu públic a qui correspon de transmetre oralment el fons èpic d'una comunitat. El contaire es remet al model de l'artesà, en el qual l'anonimat i la individualitat es conjuguen.

## Què conten els rondallaires?
- Anècdota: És una petit fet particular, breu, d'algun fet particular més o menys curiós.[5] Normalment, un personatge d'edat major, com l'avi, persones que viuen una vida d'aventures, viatgers i similars, són al centre de l'anècdota.
- Relat: és qualsevol narració d'una sèrie de fets, més o menys reals, que no presenten un nus dramàtic, sinó que són successos en el temps.
- Llegenda: La llegenda és sempre a l'origen de cada poble i encara que pot resultar fantàstica, en realitat pot tenir una llunyana inspiració històrica. Les llegendes serveixen per a donar una explicació o un aclariment a un fet o un costum.
- Mite: Els mites envolten figures inexistents de la màgia
- Conte: una història fictícia breu i en prosa
- Contes d'espants: El gènere de terror i espant ha estat sempre atractiu per als pobles i té molt a veure amb les llegendes i els mites.
- Rondalla: una narració breu popular que combina elements de fantasia, de llegenda i fets reals.[6][7] Són universals en el sentit que els seus trets essencials es retroben amb poques variacions moltes cultures i alhora són profundament locals, perquè s’adapten a les característiques de cada comunitat.[8]

## Països catalans
- El 2001, Torredembarra va organitzar la primera trobada de rondallaires dels Països Catalans. Després d'una interrupció de quinze anys, la ciutat de Reus el 2023 va rellançar la iniciativa.[9][10]
- L'editorial valenciana Andana va editar Els Nostres Monstres Han Tornat, una col·lecció d'històries recollides dels darreres rondallaires del País Valencià.[11]
- El Diari de Balears ha publicat 45 rondalles, mallorquines i menorquines emeses dins els programa «Es jai de sa barraqueta» produït per l’associació Jubilats per Mallorca a Ona Mediterrània.[12]

## Estat espanyol
Fa vora un segle era freqüent que als pobles de l'Estat espanyol algú assumís aquesta funció, a canvi, sovint, de vi a discreció i una atenció respectuosa. Aquest respecte no significava silenci, puix que durant la narració es podia menjar, beure, xerrar (no gaire fort, és clar) i sobretot interrompre: es fa un bescanvi entre el públic i el contaire, amb qüiestions, aplaudiments i esbroncades i mostres d'enginy o grolleria.
A l'àmbit rural modern no s'hi troben gaire rondallaires, per la despoblació general i el canvi dels models de vida, en els quals preval la joventut per sobre de l'experiència. A l'àmbit urbà, nogensmenys, van aparèixer rondallaires per a animar sessions als bars o festes infantils. Aquest moviment s'assembla a l'evolució del teatre de titelles.

## Amèrica llatina
El moviment de contaires a Amèrica ha tingut un creixement considerable en els darrers trenta anys. A Amèrica Llatina hi ha un centenar de festivals que any rere any reuneixen a rondallaires provinents de tot el món. Mèxic, Cuba, Costa Rica, Veneçuela, Xile, Argentina i Colòmbia es troben entre els països més actius en la narració oral.
El cas de Colòmbia es destaca pel sorgiment d'espais permanents de narració oral a les universitats des de la primeria dels anys 1990 fins a l'actualitat, principalment a les ciutats de Bogotà, Bucaramanga, Cali i Medellín. A més, a la ciutat Medellín hi ha una sala de teatre amb programació permanent de l'art de contar d'ençà de l'any 1997, la de la Corporació Cultural Vivapalabra. Si fa cada any el festival «Entre cuentos i flores» (‘Entre rondalles i flors’)
Altres festivals són Abrapalabra, a Bucaramanga (organitzat per Corfescu); Caribe Cuenta, a Barranquilla (organitzat per Luneta 50); Quiero Cuenta i Pura Palabra, a Bogotà (organitzats per Corporació Gaia i Chaquen, respectivament); Akuentajuî, a Riohacha i Santa Marta (organitzat per la Corporació Tradició i Cultura); Unicuento, a Cali, i Galeras Cuenta, a Pastura.

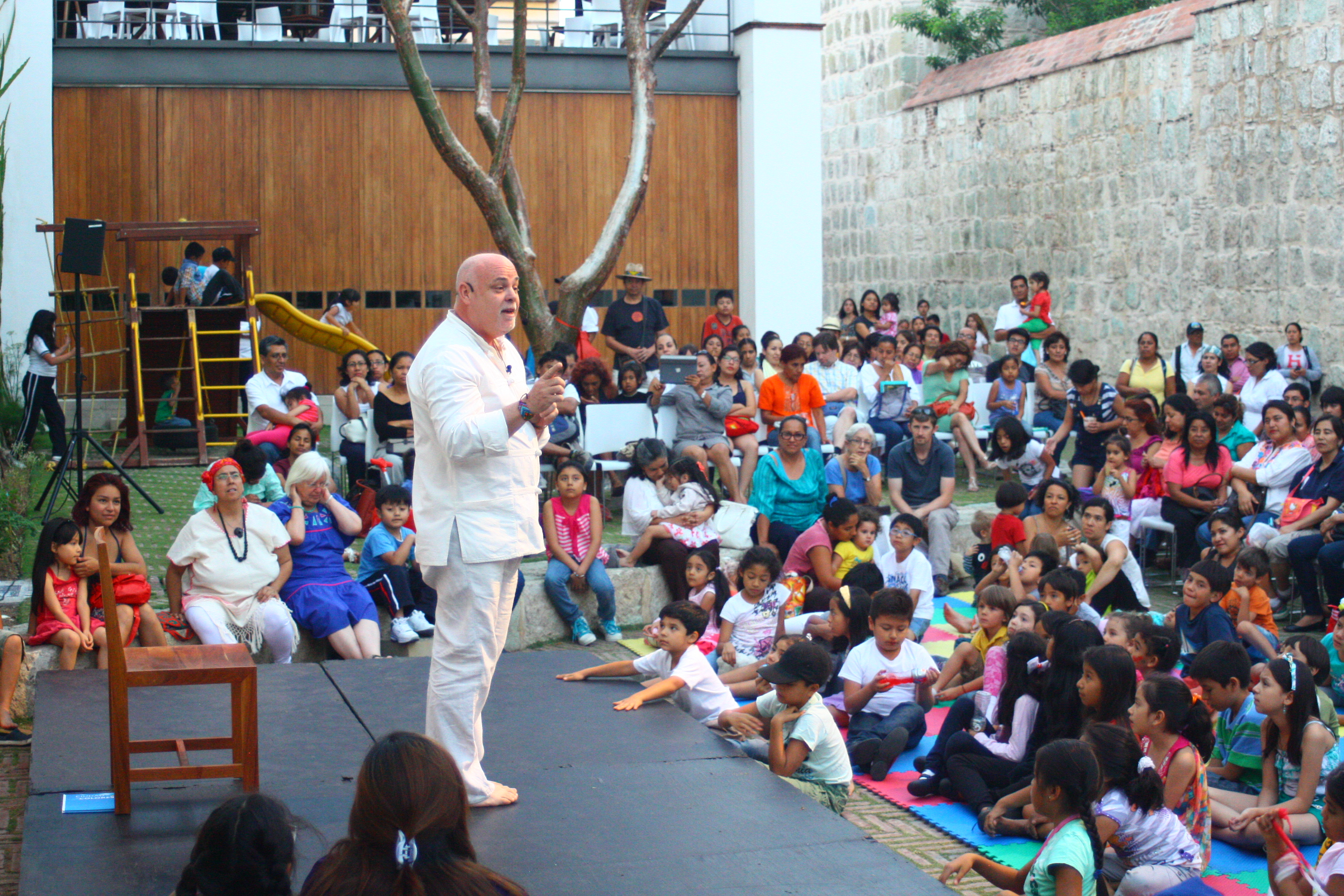
Festival de Contes per a nens d'Oaxaca, Mèxic

A Mèxic existeixen diversos espais de narració oral permanents des de fa temps. Entre els més destacats es troben els projectes Regaladores de Palabras.